# Little Injin
Little Injin è un cortometraggio muto del 1911 scritto e diretto da Hobart Bosworth, il cui nome si trova anche tra gli interpreti del film.

## Produzione
Il film fu prodotto da William Nicholas Selig per la sua compagnia, la Selig Polyscope Company.

## Distribuzione
Distribuito dalla General Film Company, il film - un cortometraggio di una bobina - uscì nelle sale cinematografiche statunitensi il 30 ottobre 1911.